# Michele Arcangelo Petrone
Michele Arcangelo Petrone (Montagano, 7 maggio 1869 – Roma, 11 novembre 1944) è stato un magistrato e politico italiano.

## Biografia
Laureato in giurisprudenza, in magistratura dal 1893, è stato consigliere della Corte di cassazione, primo presidente della Corte di appello di Catanzaro, procuratore generale e primo presidente della corte di appello dell'Aquila. È stato inoltre presidente facente funzioni e onorario della Cassazione. Ha fatto parte della commissione per la liquidazione dei danni di guerra presso il Ministero affari esteri, del Consiglio superiore della magistratura e della suprema corte disciplinare per la magistratura.